# Церпента (Венґровський повіт)
Церпента (пол. Cierpięta) — село в Польщі, у гміні Вежбно Венґровського повіту Мазовецького воєводства.
Населення — 141 особа (2011).
У 1975-1998 роках село належало до Седлецького воєводства.

## Демографія
Демографічна структура станом на 31 березня 2011 року:
|          | Загалом | Допрацездатний вік | Працездатний вік | Постпрацездатний вік |
| -------- | ------- | ------------------ | ---------------- | -------------------- |
| Чоловіки | 76      | 12                 | 55               | 9                    |
| Жінки    | 65      | 12                 | 31               | 22                   |
| Разом    | 141     | 24                 | 86               | 31                   |